# جبل ماكدونالد
جبل ماكدونالد (بالإنجليزية: Mount Macdonald)‏ هو جبل يقع ضمن سلسلة جبال سيلكيرك في جنوب مقاطعة بريتش كولومبيا في كندا.
يبلغ ارتفاعه 2883. وكان الاسم الأصلي للجبل كارول، لكن تم تغييره تخليدا لذكرى جون ماكدونالد أول رئيس وزراء لكندا. يعرف الجبل باحتوائه على نفقين يعبر في كل منهما خط للسكة الحديد يصل طول الأول إلى 8 كم والثاني 14 كم، ويعتبر بذلك أول نفق سكة حديد في القارة الأمريكية.